# Xyris capillaris
Xyris capillaris är en gräsväxtart som beskrevs av Gustaf Oskar Andersson Malme. Xyris capillaris ingår i släktet Xyris och familjen Xyridaceae. Inga underarter finns listade i Catalogue of Life.